# Денні (тропічний шторм, 2021)
Тропічний шторм «Денні» (англ. Tropical Storm Danny) — короткочасний і слабкий тропічний шторм, який приніс незначні наслідки для американських штатів Південна Кароліна та Джорджія. Четверта депресія і названий шторм сезону ураганів в Атлантичному океані 2021 року
Денні був першою тропічною системою, яка здійснила вихід на американський штат Південна Кароліна в червні місяці після неназваного урагану в 1867 році. У деяких районах Джорджії та Південної Кароліни було зафіксовано велику кількість опадів, що спричинило незначні повені також були дороги були обмежені через повалені дерева. На двох різних пляжах у Північній Кароліні потрібно було врятувати десять людей внаслідок повеней. Наразі в цих штатах не повідомлялося про смерть, тоді як збитки від Денні невідомі.

## Метеорологічна історія

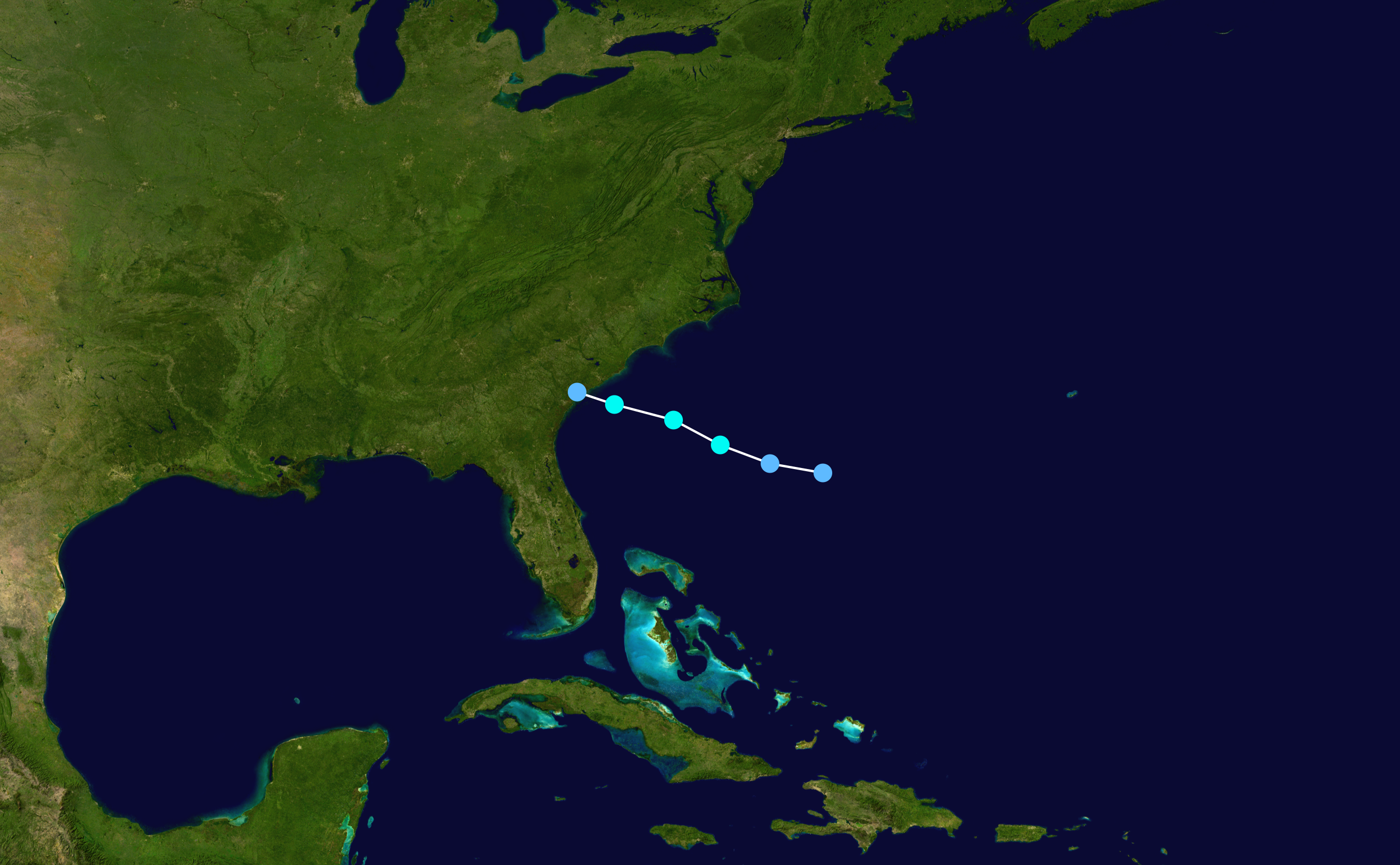
Карта шляху і інтенсивності Тропічного шторму Денні за шкалою ураганів Саффіра-Сімпсона

Національний центр ураганів (NHC) почав стежити за поверхневим жолобом з відповідною області неорганізованої конвекції пару сотень миль на півень від Бермудських островів о 18:00 UTC 26 червня. О той час, незважаючи на теплі температури поверхні моря в районі, Тропічний циклогенез спочатку не передбачався через високий поверхневий тиск у регіоні. Пізніше поверхневий жолоб взаємодіяв із верхнім мінімумом, рухаючись на захід. Приблизно через 24 години спостереження за кораблями, буй та супутникові знімки виявили, що невелика територіян изький тиск розвинувся приблизно в 800 милях (800 км) на схід-південний схід від кордону Джорджія — Південна Кароліна в районі зниження тиску. Крім того, конвективна діяльність системи також стала краще організованою. Хоча відстеження в теплих водах Гольфстріму, грозова активність системи стала дезорганізованою, перемістившись на північний захід від центру внаслідок сильних вітрів верхнього рівня. Пізніше, наблизившись до Південної Кароліни, система стала чітко визначеною, і в результаті NHC модернізував систему до тропічної депресії о 15:00 UTC 28 червня, недалеко від узбережжя штату.
Потім депресія повернула на захід-північ на захід, і коли розвідувальний літак підтвердив штормовий вітер, включаючи радіолокаційне обладнання в Чарльстоні, система була додатково модернізована до Тропічного шторму Денні о 19:05 UTC того ж дня, що зробило її четвертою названою бурею 2 021 сезон ураганів в Атлантиці. Конвекція шторму згодом вибухнула, продовжуючи рух із заходу на північ на захід; однак посилення Денні дещо гальмується взаємодією суші з Південної Кароліни. У той час він досяг своєї пікової інтенсивності з максимальними стійкими вітрами 70 км / год та мінімальним барометричним тиском1009 мб (29,80 дюйма рт. ст.). Постійно підтримуючи рух, Денні здійснив висадку на острові Прітчардс, штат Південна Кароліна, на північ від Хілтон-Хед, як мінімальний тропічний шторм о 23:30 UTC, з вітром 40 миль / год (65 км / год), вказуючи на те, що шторм трохи ослаб перед переміщенням углиб країни. Після входу в центрально-східну частину Джорджії система ослабла до тропічної депресії, про що свідчать дані радіолокаційного доплерівського дослідження та поверхневі спостереження. Розташований над округом Вашингтон у штаті, Денні перетворився на залишок, 29 червня, а потім згодом розсіявся о 9:00 UTC того ж дня, оскільки його центр низького рівня циркуляції був погано визначений.

## Підготовка та наслідки

Danny intensifying before landfall in South Carolina.

Незважаючи на те, що, як прогнозували, Денні не зробить серйозних наслідків для південно-східних штатів Америки, в частині штатів Джорджія, Південна Кароліна та північна Алабама очікується дюйм дощу з системи. На материку також були потенційні спалахи. На Міртл-Біч, штат Південна Кароліна, були встановлені подвійні червоні прапори, щоб попередити людей, що купання в цьому районі заборонено. Попередження також видається від Edisto Біч до річки Санті в Південній Кароліні о 15:00 UTC 28 червня центр прогнозування штормів, очікуючи Денні, також опублікував граничний ризик суворої погоди в штаті 29 червня. У міру просування системи углиб країни в той же день на частини району Мідлендс також видавались рекомендації щодо озерного вітру. Попередження штату від Денні були скасовані о 03:00 UTC 29 червня, оскільки система ослабла до тропічної депресії у Джорджії.
Система стала першим штормом, який здійснив сушу в Південній Кароліні в червні місяці після неназваного урагану 1 категорії в 1867 році. Було врятовано десять чоловік на пляжах Кароліни та Райтсвілл на Північній Кароліні через шторм 28 червня. Того ж дня метеостанція на Фоллі-Біч зафіксувала порив вітру швидкістю 66 миль/год (66 км/год), коли Денні перейшов в углиб країни. Palmetto Electric та Dominion Energy повідомили про понад 1251 перебої з електроенергією через шторм у окрузі Бофорт, Південна Кароліна. У штаті також спостерігалися удари блискавки, а також незначні повені та сильні опади. У SC 170 було повалено дерево, і деякі пошкодження зазнали в Савані, штат Джорджія. Також повідомлялося про незначні повені в частинах графств Джаспер і Чатем. Перрісбург у штаті отримав найвищу кількість дощів від Денні, склавши 5,21 дюйма (132 мм), а Монтейт — найнижчу, 3,10 дюйма (79 мм).